# フォーティエイターズ
フォーティエイターズ、または48年組 (英: Forty-Eighters)は、ヨーロッパを席巻した1848年革命に参加し、あるいはそれを支持したヨーロッパ人を指す名称。ドイツのフォーティーエイターズは、ドイツ民族の統一、より民主的な政府、人権の保障を支持した 。1848年革命がドイツやオーストリア帝国の政治体制の改革を実現できなかったことへの失望、また、一部の者たちは革命への参加によって政府から指名手配を受けたことも相まって、彼らはこれまでの生活を捨て、アメリカ合衆国、イギリス、オーストラリアなど海外での新生活を試みた。その中には、ドイツ人、チェコ人、ハンガリー人などが含まれており、多くは尊敬を受け、政治的に行動的で、裕福で、よく教育を受けていた。そして、多くのフォーティーエイターズが新天地で大きな成功を収めた。

## アメリカ大陸でのフォーティーエイターズ

### アメリカ合衆国
ドイツ人はアメリカ中西部や南部の発展途上の都市に移住し、各地でビールやワインの産業を発展させ、ジャーナリズムを発達させた。また、農村を繁栄させた者たちもあった。
テキサス州ガルヴェストンは、多くのフォーティーエイターズが入国に用いた港である。ガルヴェストンやヒューストンに定住した者もあったが、多くはフレデリックスバーグ近郊のテキサス・ヒル・カントリーに居を定めた。彼らはリベラルな思想を抱いていたので、1861年のテキサス州分離独立運動に反対した。オースティン郡のベルヴィル地区もフォーティーエイターズの移住先だったが、ベルヴィル地区のドイツ人区域もまた、分離独立条例に断固として反対した.。
オハイオ州シンシナティ近郊のオーバー・ザ・ラインと呼ばれる地域には、3万人以上のフォーティーエイターズが入植した。その地で彼らは、独特のドイツ文化を形成し、反骨的気風をも持ち込んだ。シンシナティはマイアミ・アンド・エリー運河の南側終点であり、フォーティーエイターズを皮切りに多くのドイツからの移民が運河に沿って北上し、オハイオ西部の利用可能な土地に定住した。
デモ参加者1名が亡くなる騒ぎとなった1853年のシンシナティ暴動では、フォーティーエイターズは、1849年に教皇庁で革命派を弾圧した実績のある教皇使節ガエターノ・ベディーニの訪問に激しく抗議した。抗議は1854年にも行われた。フォーティーエイターズは、この２つの抗議において2名の保安官を殺害したとして責任を問われている。
多くのドイツ系のフォーティーエイターズがウィスコンシン州ミルウォーキーに居を定め、この市の進歩的な政治的傾向や文化的なドイツ性を強固にすることに貢献した。フォーティーエイターズとその子孫は、同市の長い社会主義的政治伝統の発展に寄与した 。ミルウォーキーの他にも、州内各地に定住した者もいた。
アメリカでは、自由主義的な理想に基づき、大半のフォーティーエイターズが排外主義や奴隷制に反対した。ミズーリ州セントルイスで起きたキャンプ・ジャクソン事件では、ドイツ系志願兵の大部隊が、南北戦争開戦直前に、南軍による政府の武器庫の占拠を防ぐのに貢献した。ドイツ生まれの兵士20万人が北軍に入隊し、最終的に北軍全体の約1割を占めた。ニューヨークの北軍志願兵だけでも、13000人のドイツ出身者が入隊している。
南北戦争後、フォーティーエイターズは労働法や労働条件の改善を支援した。彼らはまた、教育、芸術、医学、ジャーナリズム、ビジネスなどの各分野で、アメリカの文化的・知的発展を促した。